# Sport Club Hakoah Wien
Lo Sport Club Hakoah Wien è stata una società polisportiva austriaca di Vienna, fondata nel 1909.
L'Hakoah Vienna fu una delle prime squadre di calcio ad effettuare dei tour in tutto il mondo, attraendo migliaia di tifosi ebrei in città come Londra e New York per le partite contro le squadre locali, ed ebbe tra i suoi sostenitori lo scrittore Franz Kafka.

## Storia
Fondato da sionisti austriaci, il librettista di cabaret Fritz Löhner-Beda e il dentista Ignaz Herman Körner. Entrambi influenzati dalla dottrina di Max Nordau chiamata Giudaismo Muscolare (Tedesco: Muskeljudentum), scelsero il nome "Hakoah" (הכח, secondo l'alfabeto ebraico), termine che significa "forza". Nel primo anno, gli atleti dell'Hakoah competerono in scherma, hockey su prato, atletica leggera, lotta, nuoto e calcio.
L'Hakoah terminò secondo nel campionato austriaco di calcio del 1922 e l'anno seguente, a Londra, sconfisse il West Ham per 5-1, diventando il primo club dell'Europa continentale a sconfiggere una squadra inglese in casa (sebbene gli avversari schierassero delle riserve).

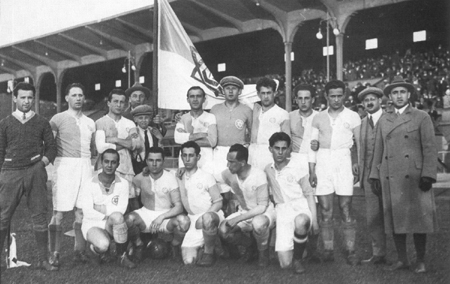
La squadra di calcio dell'Hakoah del 1925

Nel 1925 vinse il primo campionato austriaco e nel 1926 partì per una tournée negli Stati Uniti
, esibendosi davanti a un pubblico di quarantaseimila spettatori al Polo Grounds di New York, un record per una partita di calcio in America superato solo mezzo secolo dopo, nel 1977. Molti dei giocatori dell'Hakoah decisero di rimanere negli Stati Uniti, dove formarono una squadra chiamata Hakoah All-Stars.
Il successo sportivo non si limitò solo al calcio ed il club arrivò ad avere un picco di cinquemila iscritti prima dell'inizio della Seconda guerra mondiale.
Nel 1938, quando Hitler invase l'Austria, il club venne chiuso. Uno dei migliori giocatori della squadra fu József Eisenhoffer, che dopo aver terminato la carriera morì nel novembre 1945 a causa delle ferite mal curate in seguito ad un attacco aereo su Budapest nel 1944.
L'Hakoah venne ricostituito nel 1945, ma la squadra di calcio, che dopo la Guerra giocò nella seconda divisione, si estinse nel 1949.
Nel 2000 alcuni membri della comunità ebraica di Vienna acquistarono il vecchio campo del club situato all'interno del Prater, con l'intento di costruire un centro per la comunità. Al 2006, il club contava quattrocento iscritti e la squadra di calcio giocava nelle serie minori con il nome di SC Maccabi Wien.

## Palmarès

### Competizioni nazionali
- Campionato austriaco: 1

1924-1925

### Altri piazzamenti
- Campionato austriaco:

Secondo posto: 1921-1922
- Coppa d'Austria:

Semifinalista: 1919-1920, 1922-1923